# Крвавич Адам Петрович
Адам Петрович Крва́вич (31 липня 1938, Княжпіль — 2021) — український художник і педагог; член Спілки радянських художників України з 1977 року. Брат скульптора Дмитра Крвавича, чоловік графіка Людмили Голоти.

## Біографія
Народився 31 липня 1938 року в селі Княжполі (нині — Самбірський район Львівської області, Україна). 1967 року закінчив Київський художній інститут, де навчався, зокрема, у Василя Касіяна, Василя Чебаника.
Після здобуття фахової освіти працював у Києві: художником комбінату «Укрторгреклами»; із 1970 року обіймав посаду художнього редактора експериментальної редакції при видавництві «Дніпро»; у 1974—1991 роках — художник творчо-виробничого комбінату «Художник».
Протягом 1994—2011 років — старший викладач кафедри графіки Видавничо-поліграфічного інституту Національного технічного університету України. Жив у Києві, в будинку на вулиці Майорова, № 3, квартира № 142.
Помер у 2021 році.

## Творчість
Працював у галузях станкової і книжкової графіки, станкового живопису. Серед робіт:
ілюстрації до книг
- повість «Повій, вітре» Івана Пільгука (1968);
- роман «Григорій Сковорода» Василя Шевчука (1968);
- роман «Забіліли сніги» Миколи Сиротюка (1969);
- збірка «Золоті меди» Максима Рильського (1974);
- «Кобзар» Тараса Шевченка (1975);
- «Твори» Левка Боровиковського (1981);
- «Твори» Юрія Федьковича (1982, томи 1–2).

станкова графіка
- ліногравюри: «Гуцулка» (1968), «Казка про Кирила Кожум'яку» (1970), «Григорій Сковорода» (1973), «Ремонт дороги» (1975), «Пилип та Ярина» (1991); серія «Євангелісти» (2002);
- літографії: «Соломія Крушельницька», «А. Петрицький», «Іван Франко», «Марія Заньковецька» (обидва — 1982), «Тарас Шевченко» (1985), цикли «Народні герої України» (1986), «Українські народні думи» (1982), до драм «Украдене щастя» Івана Франка (1988), «Лісова пісня» Лесі Українки (1995);
- акварельний поліптих «Лісова пісня» (1994);

живопис
- «Різдвяний вертеп», «Емігранти» (обидва — 1998), «Спалена ікона» (2002), «Жива вода», «Літній день» (обидва — 2010).

Із 1966 року брав участь у різних мистецьких виставках. Персональні виставки відбулися у Києві у 1983, 1999, 2003 роках.
Окремі твори зберігаються в Національному художньому музеї України у Києві, Національному музеї у Львові.

## Мистецтвознавчий доробок
Автор статей:
- «Літографія у розвитку мистецтва» // «Друкарство», 2004, № 4;
- «Деякі проблеми проектування видань навчальної літератури» // «Друкарство», 2006, № 5;
- «Шукати дорогу до себе» // «Україна. Наука і культура», 2004, випуск 32;
- «Техніка літографії» // «Країна знань», 2005, № 10.

Також автор навчального посібника «Техніка літографії» (Київ, 2010).